# Savoia-Marchetti S.59
Savoia-Marchetti S.59 là một loại tàu bay ném bom/trinh sát của Ý trong thập niên 1920, do hãng Savoia-Marchetti thiết kế chế tạo cho Regia Aeronautica (Không quân Italy).

## Biến thể
Mẫu thử S.59
S.59
S.59bis
S.59P

## Quốc gia sử dụng
Argentina
- Taxi Aerei

 Ý
- Regia Aeronautica

 Thổ Nhĩ Kỳ
- Không quân Thổ Nhĩ Kỳ

 Paraguay
- Không quân Hải quân Paraguay

 România
- Không quân Hoàng gia Romania

## Tính năng kỹ chiến thuật (S.59bis)

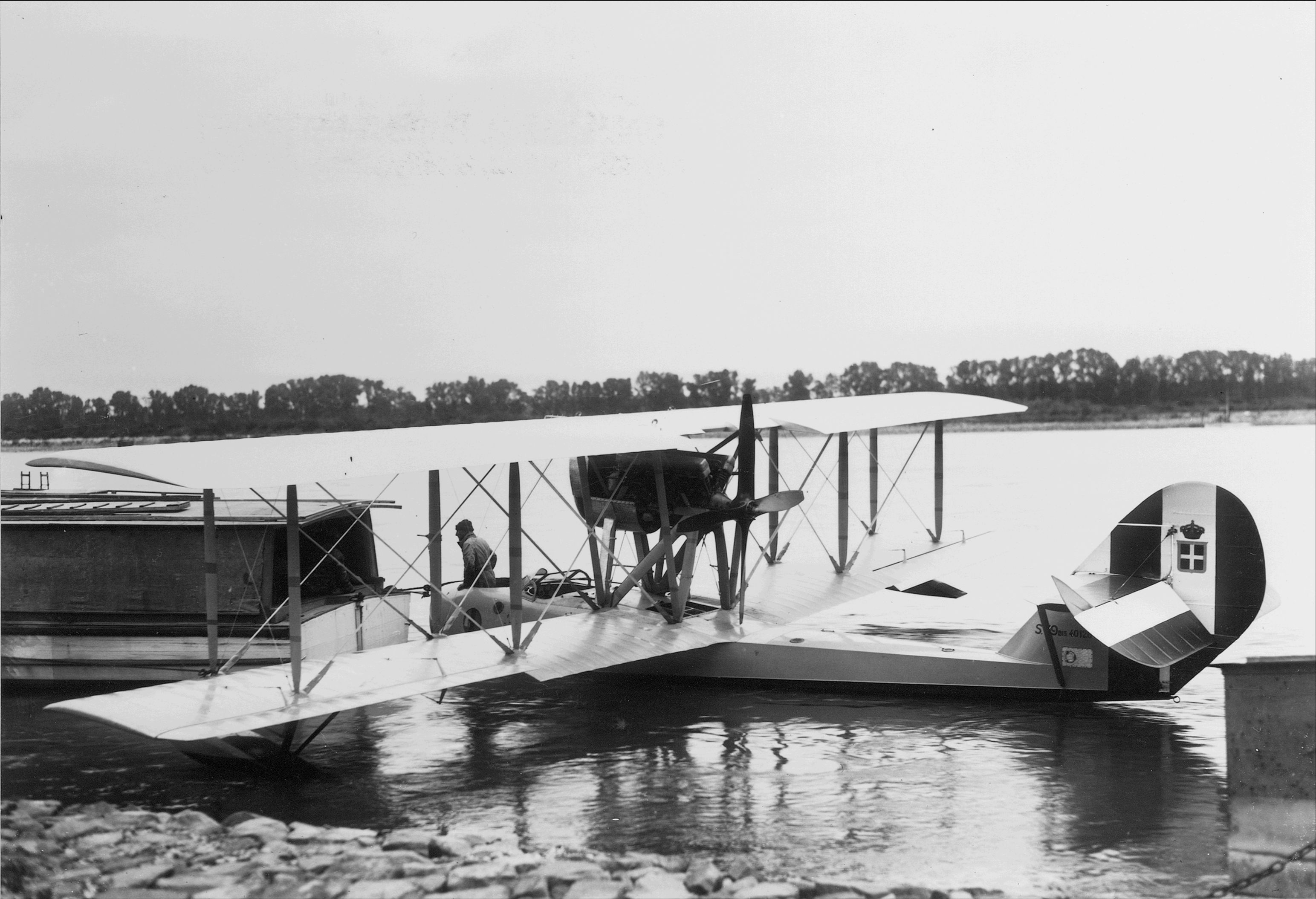
Savoia-Marchetti S.59bis

Dữ liệu lấy từ The Illustrated Encyclopedia of Aircraft (Part Work 1982-1985). Orbis Publishing. ngày 1 tháng 1 năm 1988. tr. 2893.
Đặc điểm tổng quát
- Kíp lái: 2
- Chiều dài: 10.36 m (11 ft 11¾ in)
- Sải cánh: 15.50 m (50 ft 10¼ in)
- Chiều cao: 3.50 m (11 ft 5¾ in)
- Diện tích cánh: 60 m2 (645.86 ft2)
- Trọng lượng rỗng: 1.950 kg (4.299 lb)
- Trọng lượng có tải: 2.950 kg (6.504 lb)
- Powerplant: 2 × Isotta-Fraschini Asso 500, 380 kW (510 hp) mỗi chiêc

Hiệu suất bay
- Vận tốc cực đại: 200 km/h (124 mph)
- Thời gian bay: 5 giờ  0 phút
- Trần bay: 4.550 m (14.930 ft)

Vũ khí trang bị
- 1 × Súng máy Lewis 7,7 mm (0.303 in)
- 280 kg (617 lb) bom